# کارلو نروو
کارلو نروو (به ایتالیایی: Carlo Nervo) بازیکن فوتبال و اهل ایتالیا است که از سال ۲۰۰۲ میلادی عضو تیم ملی فوتبال ایتالیا بوده و در ۶ بازی ملی حضور داشته‌است. او در بازی‌های ملی‌اش گلی به ثمر نرساند.
کارلو نروو آخرین بازی ملی خود را در سال ۲۰۰۴ میلادی انجام داد.